# Tommy Milner
Tommy Milner (Washington D.C., 28 januari 1986) is een Amerikaans autocoureur.

## Carrière
Milner begon zijn autosportcarrière in het karting op veertienjarige leeftijd. In 2004 stapte hij over naar het formuleracing en nam hij deel aan de Amerikaanse Formule BMW. Twee vijfde plaatsen in Cleveland waren zijn beste resultaten en hij werd met 50 punten achtste in de eindstand. Aan het eind van het jaar stapte hij over naar de sportwagens en nam hij deel aan de Rolex Sports Car Series. Hij behaalde hier, samen met Kelly Collins, zijn eerste overwinning in de GT-klasse in de seizoensfinale op de Auto Club Speedway.
In 2005 reed Milner een volledig seizoen in de Rolex Sports Car Series voor het team Prototype Technology Group, eigendom van zijn vader. Hij behaalde drie zeges op Laguna Seca, de Mid-Ohio Sports Car Course en de Virginia International Raceway en werd met 323 punten zesde in het eindklassement. In 2006 stapte hij over naar de American Le Mans Series (ALMS), waarin hij voor het Multimatic Motorsports/Team Panoz elfde werd. Tevens debuteerde hij dat jaar in de GT2-klasse van de 24 uur van Le Mans. Hij reed samen met Gunnar Jeannette en Scott Maxwell, maar kwam niet aan de finish. In 2007 reed hij met Ralf Kelleners voor het team Rahal Letterman Racing in de ALMS, waar hij met vijf podiumfinishes zesde werd. In de 24 uur van Le Mans reed hij met Tom Kimber-Smith en Danny Watts voor Team LNT in de GT2-klasse, maar kwam hij opnieuw niet aan de finish.
In 2008 keerde Milner binnen de ALMS terug naar het Panoz Team PTG, waarin hij in de seizoensfinale op Laguna Seca een podiumplaats behaalde en zodoende veertiende in de eindstand werd. In 2009 reed hij weer voor het BMW Rahal Letterman Racing. Samen met Dirk Müller stond hij vijf keer op het podium en werd hij met 100 punten vierde in de eindstand. Tevens nam hij deel aan de eerste editie van de Asian Le Mans Series, waarin hij met Müller tweede werd. In 2010 reed hij samen met Bill Auberlen in de ALMS. Hij behaalde zes podiumplaatsen en werd met 125 punten derde in het klassement.

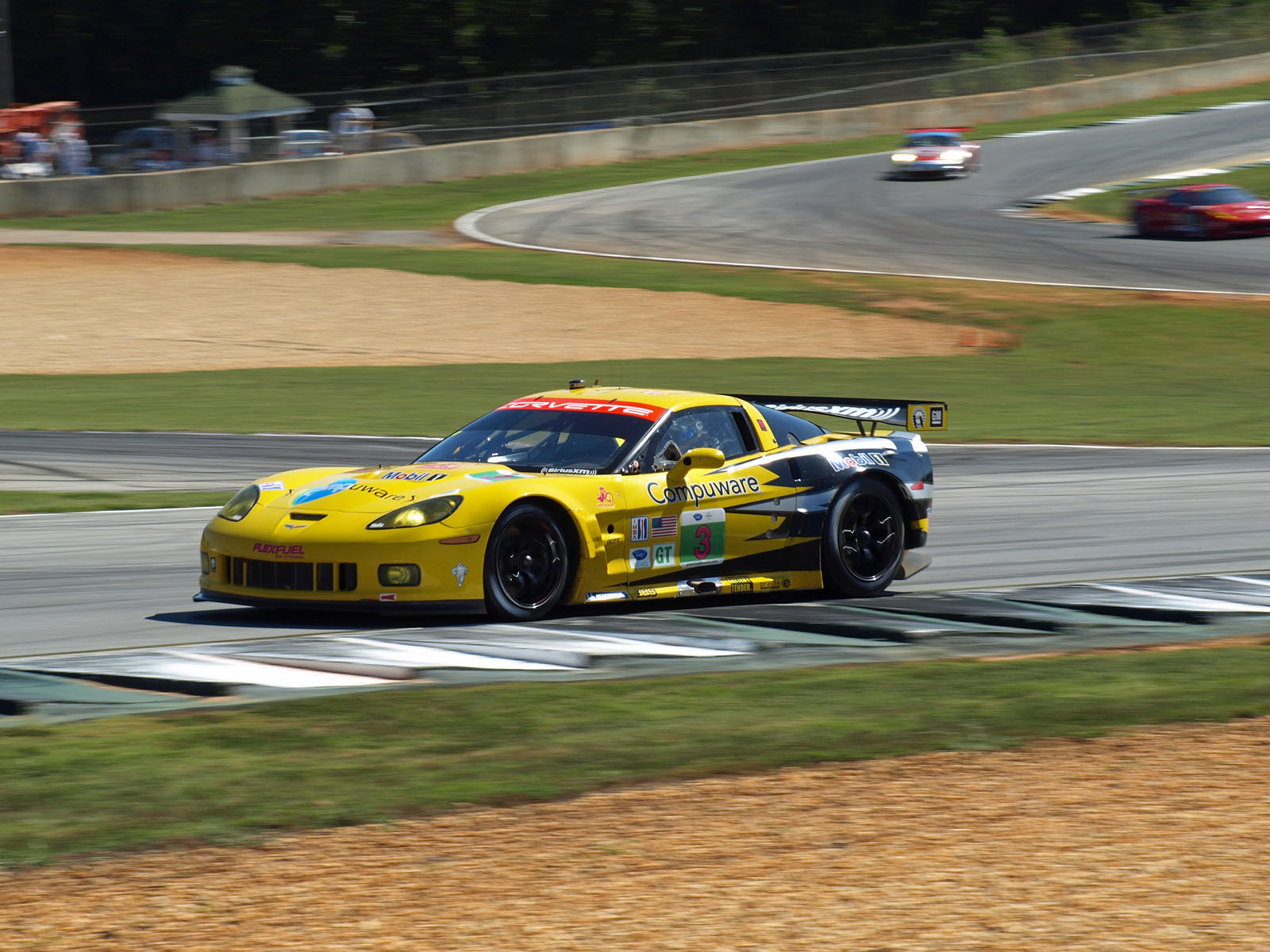
Tommy Milner op Road Atlanta in 2011.

In 2011 stapte Milner binnen de ALMS over naar Corvette Racing, waar hij samen met Olivier Beretta een auto deelde. In de seizoensopener, de 12 uur van Sebring, behaalde hij zijn enige podiumplaats van het seizoen, waardoor hij met 58 punten negende werd. Daarnaast keerde hij terug naar de 24 uur van Le Mans, waarin hij met Beretta en Antonio García de zege in de LMGTE Pro-klasse behaalde.
In 2012 deelde Milner in de ALMS de auto met Oliver Gavin. Het duo behaalde vier zeges op het Stratencircuit Long Beach, Laguna Seca, Mid-Ohio en Virginia, en stond in drie andere races op het podium. Met 146 punten werden zij gekroond tot kampioenen in de GT-klasse. Daarnaast reden zij, samen met Richard Westbrook, ook in de 24 uur van Le Mans, maar zij werden hierin niet geklasseerd. In 2013 behaalden Milner en Gavin twee zeges in de ALMS, in de 12 uur van Sebring (met Westbrook) en op het Canadian Tire Motorsport Park. Met 105 punten werden zij derde. In de 24 uur van Le Mans werden zij met Westbrook zevende in de LMGTE Pro-klasse. 
In 2014 werd de ALMS vervangen door het IMSA SportsCar Championship, waarin Milner samen met Gavin voor Corvette Racing in de GTLM-klasse bleef rijden. Het duo behaalde een podiumplaats op Long Beach en werd met 291 punten tiende in de eindstand. In de 24 uur van Le Mans werden zij met Westbrook als derde coureur vierde in de LMGTE Pro-klasse. In 2015 behaalden Milner en Gavin twee podiumfinishes in de IMSA in de 24 uur van Daytona en de Petit Le Mans, waardoor zij met 261 punten achtste in het klassement werden. In de 24 uur van Le Mans behaalden zij, samen met Jordan Taylor, de overwinning in de LMGTE Pro-klasse.
In 2016 behaalden Milner en Gavin vier overwinningen in de IMSA. In de 24 uur van Daytona en de 12 uur van Sebring deelden zij deze met Marcel Fässler, en in de races op het Lime Rock Park en op Road America behaalden zij deze zonder een derde coureur. Met 345 punten werden zij kampioen in de GTLM-klasse. In de 24 uur van Le Mans namen zij samen met Taylor deel, maar moesten zij tijdens de race uitvallen. In 2017 werd er enkel gewonnen op Long Beach, wat tevens de enige podiumplaats bleek te zijn. Met 276 punten zakte het duo naar de achtste plaats in de eindstand. In de 24 uur van Le Mans werden zij met Fässler achtste in de LMGTE Pro-klasse.

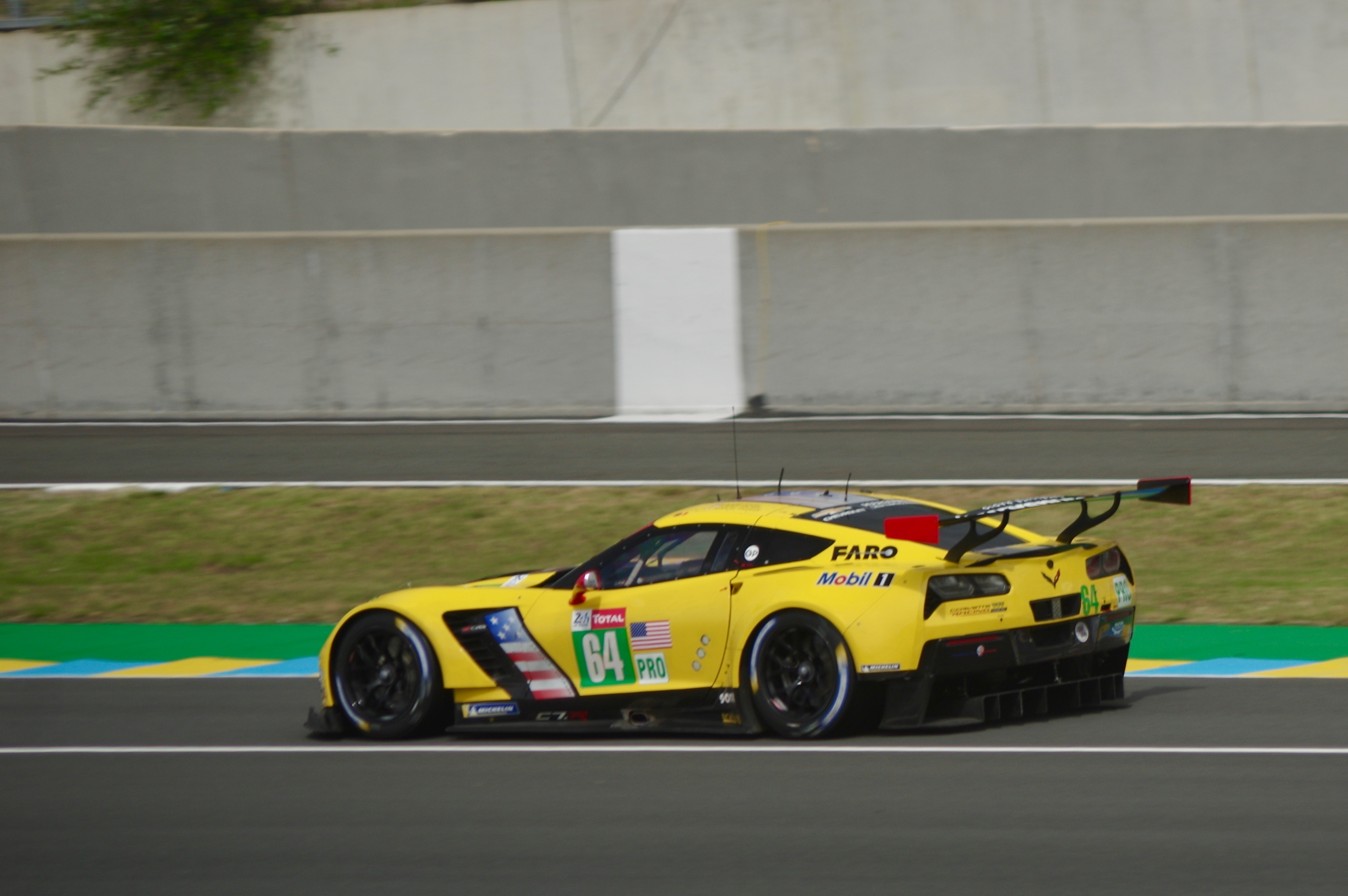
Tommy Milner tijdens de 24 uur van Le Mans in 2019.

In 2018 won Milner met Gavin de IMSA-race op Long Beach. Ook eindigde hij op Mosport, Road America en Road Atlanta op het podium. Met 310 punten werd hij derde in het eindklassement. In de 24 uur van Le Mans reden de twee wederom met Fässler in de LMGTE Pro-klasse, maar hierin kwamen zij niet aan de finish. In 2019 reed Milner in de IMSA bijna het gehele seizoen met Gavin, maar werd hij tijdens twee races vervangen door Fässler. Hij behaalde zijn enige podiumplaats op Long Beach, waardoor hij met 227 punten elfde in de eindstand werd. In de 24 uur van Le Mans reed hij wederom met Gavin en Fässler, maar haalde hij opnieuw de finish niet.
In 2020 behaalde Milner met Gavin een IMSA-zege op de Sebring International Raceway. Hiernaast stond hij op Road America, Road Atlanta en Mid-Ohio op het podium. Met 315 punten werd hij derde in de eindstand. In 2021 had Gavin zijn autosportcarrière beëindigd en werd Nick Tandy de nieuwe teamgenoot van Milner. Het duo won races op het Belle Isle Park, Laguna Seca, Long Beach en Virginia en stond in vier andere races op het podium. Met 3448 punten werden zij, achter de inschrijving van Antonio García en Jordan Taylor, tweede in het eindklassement. In de 24 uur van Le Mans werden de twee, samen met Alexander Sims, zesde in de LMGTE Pro-klasse.
In 2022 stapte Milner over naar het FIA World Endurance Championship, waarin hij samen met Tandy deelnam aan de LMGTE Pro-klasse voor Corvette Racing. Zij behaalden een podiumfinish in de seizoensopener, de 1000 mijl van Sebring. In de 24 uur van Le Mans startten zij, samen met Sims, vanaf pole position, maar haalden zij het eind van de race niet. In de daaropvolgende race, de 6 uur van Monza, behaalden zij de zege. In de seizoensfinale, de 8 uur van Bahrein, stonden zij nog een keer op het podium. Met 102 punten werden zij zesde in de eindstand. In 2023 startte Milner in de drie langeafstandsraces van de IMSA, de 24 uur van Daytona, de 12 uur van Sebring en de Petit Le Mans, voor Corvette Racing, samen met García en Taylor. In Daytona eindigde hij op het podium.